# О-мурадзі
О-мура́дзі  (яп. 大連, おおむらじ, оомурадзіі, "великий мурадзі") — спадковий титул одного з найвищих службовців японської держави Ямато, поряд із титулом О-омі. Головний радник і помічник яматоського монарха окімі. 

## Короткі відомості
Перші писемні згадки про згадки о-мурадзі датуються 8 століттям, проте існування цього титулу японські літописи відносять до 1 століття. Так, омі згадується у в життєписі імператора Суйніна. Історики відкидають раннє походження цього титулу, датуючи їх появу не раніше кінця 5 — початку 6 століття. 
До середини 6 століття, в період становлення державного апарату Ямато, титули о-омі і о-мурадзі обіймала одна людина, проте наприкінці 6 століття, за правління імператора Сусюна, практика суміщення титулів була припинена. О-мурадзі знаходились на верхівці виконавчої вертикалі влади держави Ямато і очолювали, так званих, „великих мужів” тайфу — провінційну знать. О-мурадзі обиралися зі звичайних мурадзі, голів родів які мали спільне з монархом окімі походження і вели свій родовід від синтоїстських божеств.
Титул о-мурадзі носили голови двох родин — Отомо і Мононобе, які належали до військової знаті томономіяцуко і завідували воєнними справами. Після знищення роду Мононобе під час релігійної війни силами Соґа, титул о-мурадзі вийшов з використання.